# Залізниця Мангайм — Карлсруе — Базель
Залізниця Мангайм — Карлсруе — Базель або Райнтальбан (нім. Rheintalbahn) — двоколійна електрифікована магістральна залізниця в землі Баден-Вюртемберг, Німеччина.
Прямує від Мангайма через Гайдельберг, Брухзаль, Карлсруе, Раштат, Баден-Баден, Оффенбург і Фрайбург до Базеля, Швейцарія.
Залізницю було збудовано як частину Баденської магістралі. На відрізку між Мангаймом і Раштатом вона проходить паралельно до Баден-Рейнської залізниці. Будівництво швидкісної залізниці Карлсруе — Базель розпочалося у квітні 1987 року. Лінію поступово розширюють до чотириколійної. Первісно завершення проєкту планувалося на 2008 рік, однак станом на середину 2020-х років будівельні роботи мають бути завершені до 2035 року. У подальшому Райнтальбан планують розширити на ділянці Оффенбург — Гюгельгайм до 2041 року, що дозволить підвищити швидкість руху до 200 км/год.
Залізниця Мангайм — Базель є одним із найважливіших маршрутів у мережі Deutsche Bahn.

## Історія

### Баденська магістраль

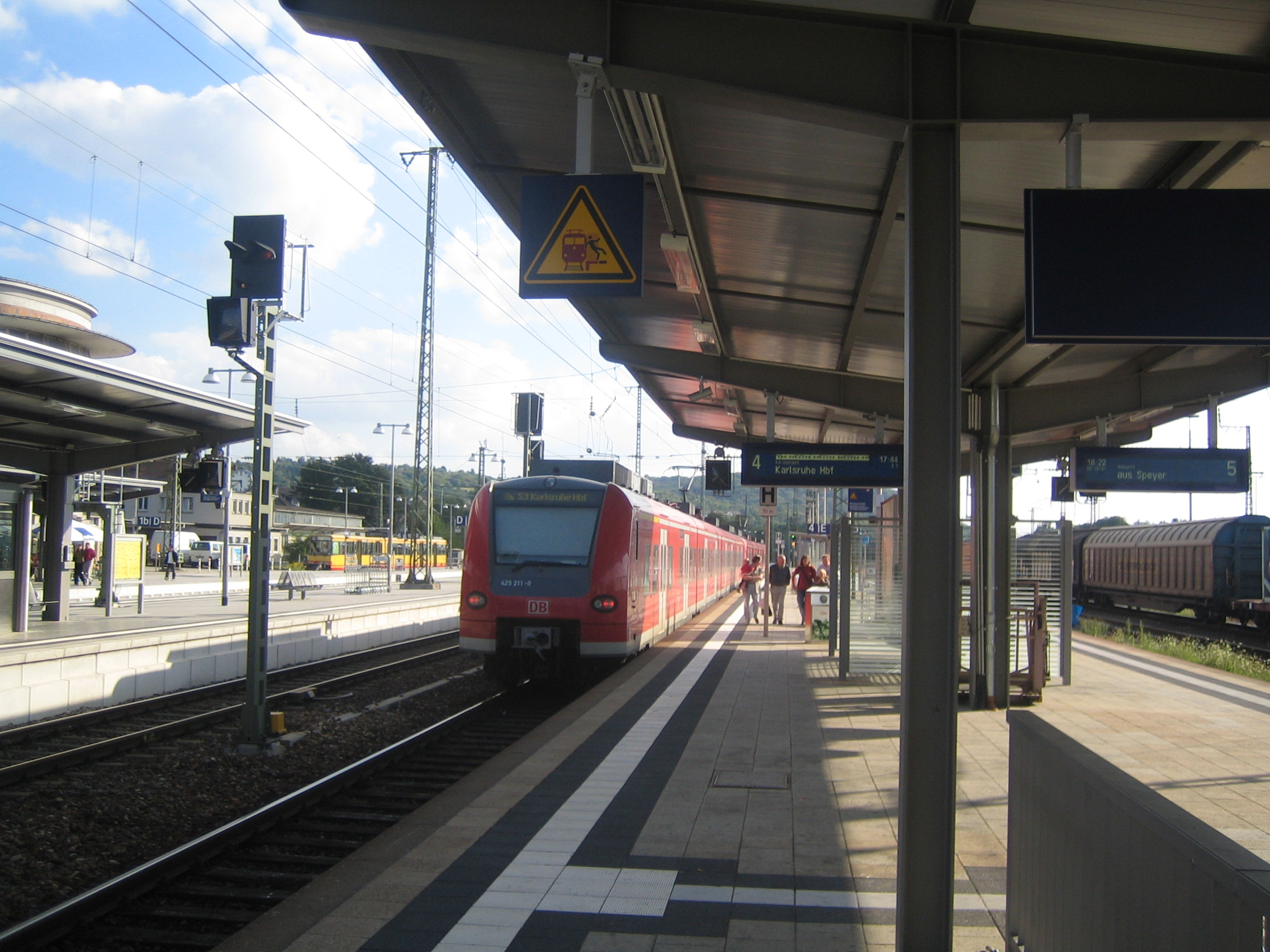

Залізниця на правому березі Рейну була профінансована та побудована Державною залізницею Великого Герцогства Баден.
Після ратифікації Баденського закону, що дозволяв будівництво Баденської магістралі 28 березня 1838 року, було визначено лише початкову точку в Мангаймі та кінцеву точку в Базелі.

Маршрут був визначений Technischen Baukommission («Технічною будівельною комісією»), яка була сформована в 1837 році та мала на меті: вартість будівництва мала бути якомога нижчою, відповідати хорошим термінам експлуатації та залізниця має бути побудована якомога прямішою, щоб сполучити великі міста.
Першу чергу Мангайм — Гайдельберг відкрито в 1840 році, будівництво завершено кількома чергами до Базеля в 1855 році.
Перші проєкти мали на меті маршрут від Гайдельберга через Шветцинген до Карлсруе.
Спочатку залізницю побудовано з шириною колії 1600 мм, але сусідні країни побудували свої залізниці з шириною колії 1435 мм, тому залізниця була перешита на стандартну колію в 1854—1855 рр.
| Дата             | Початок дистанції | Кінець дистанції |
| ---------------- | ----------------- | ---------------- |
| 12 вересня 1840  | Мангайм-Гол.      | Гайдельберг-Гол. |
| 10 квітня 1843   | Гайдельберг-Гол.  | Карлсруе-Гол.    |
| 1 травня 1844    | Карлсруе-Гол.     | Раштат           |
| 6 травня 1844    | Раштат            | Баден-Оос        |
| 1 червня 1844    | Баден-Ос          | Оффенбург        |
| 1 серпня 1845    | Оффенбург         | Фрайбург-Гол.    |
| 1 червня 1847    | Фрайбург-Гол.     | Мюлльгайм        |
| 15 червня 1847   | Мюлльгайм         | Шлінген          |
| 8 листопада 1848 | Шлінген           | Ефрінген         |
| 22 січня 1851    | Ефрінген          | Гальтінген       |
| 1855             | Гальтінген        | Базель           |

Оскільки Шветцинген і Гоккенгайм не були на залізниці через Гайдельберг, в 1870 році була відкрита інша залізниця за маршрутом Мангайм — Шветцинген — Грабен — Еггенштайн — Карлсруе.
У 1895 році, як стратегічну залізницю, було додано коротшу та прямішу залізницю від Грабена до Карлсруе через Бланкенлох.
Це перетворило дистанцію старої залізниці Карлсруе — Еггенштайн — Грабен на відгалуження, тепер відоме як залізниця Гардтбан, що обслуговується штадтбаном Карлсруе.

### Розвиток у ХХ столітті

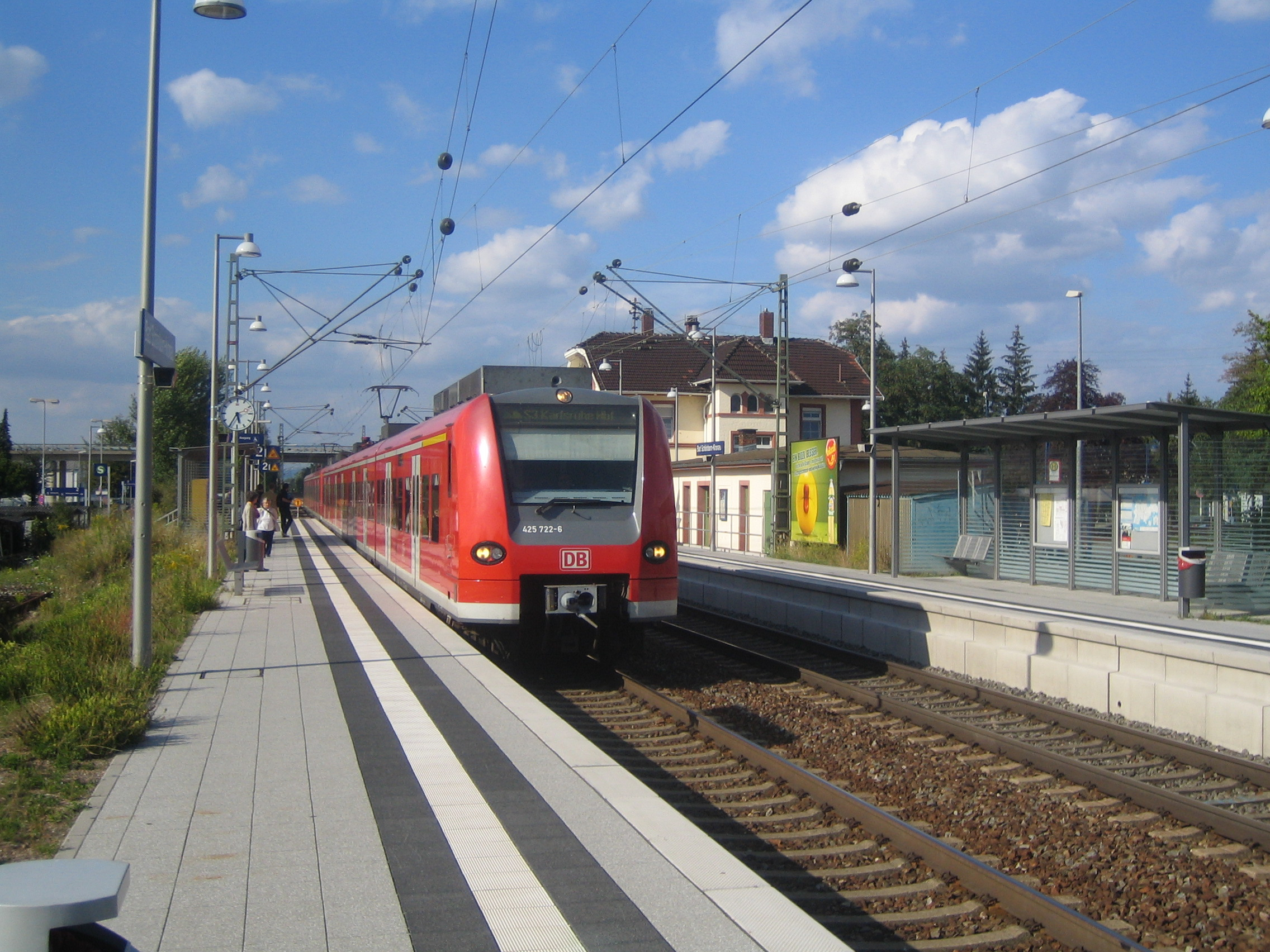
Станція Бад-Шенборн-Кронау

На північній дистанції між Мангаймом і Карлсруе є дві різні залізниці: залізниця Мангайм — Грабен-Нойдорф — Карлсруе (баденська магістраль як така), а також залізниця Мангайм — Гайдельберг — Брухзаль — Дурлах — Карлсруе (залізниця Баден — Курпфальц).
Після Першої світової війни вона стала головною залізницею міжнародного сполучення.
Починаючи з 1950-х років, Райнтальбан поступово електрифіковано, а всю залізницю повністю електрифіковано до середини 1958 року.
Наприкінці 1960-х років на дистанції завдовжки 120 км між Оффенбургом і Базелем почалося фундаментальне оновлення систем сигналізації.
Залізниця, яка раніше була обладнана механічними блокуваннями — за винятком Фрайбург-Головний — здобула контроль за допомогою релейних блокувань.
Наприкінці 1960-х залізницею курсували вже понад 100 поїздів на день у кожному напрямку.

З введенням в експлуатацію першої дистанції високошвидкісної залізниці Мангайм — Штутгарт між Мангаймом і Грабен-Нойдорфом Райнтальбан було розвантажено, що зробило можливим інтегроване регулярне сполучення.

СЦБ в Ахерні та Фрайбурзі були побудовані як електронні блокування.
СЦБ в Лойтерсберзі, Бад-Кроцінгені, Гайтерсхаймі та Мюльгаймі (Баден) були модифіковані під CIR ELKE і оснащені LZB.
Сучасна станція Баден-Бадена спочатку мала назву Ос, з 1906 року до закриття старої станції міста Баден-Баден в 1977 році, з 1977 року має нинішню назву.

### Розвиток у ХХІ столітті
У проєкті будівництва високошвидкісної залізниці Карлсруе — Базель в 1990 році було заплановано модернізувати залізницю між Карлсруе та Оффенбургом для постійної роботи зі швидкістю 160 км/год.

Згідно з німецько-швейцарською конвенцією 2008 року вся залізниця має бути перетворена щонайменше на чотириколійну та має бути основним північним під'їзним маршрутом до нової залізниці Готтардського базисного тунелю до Італії.
У результаті Deutsche Bahn будує високошвидкісну залізницю від Карлсруе до Базеля, включаючи нові та модернізовані дистанції.
Між Карлсруе та Раштатом дві залізниці проходять відносно близько одна до одної, фактично забезпечуючи чотири колії.
Двоколійна дистанція між станцією Раштат і Раштат-Нідербюль має бути розширена до чотириколійної після відкриття Раштатського тунелю.
Між Раштат-Нідербюль та Оффенбургом поруч зі старою двоколійною залізницею було завершено будівництво двох нових високошвидкісних колій.
Нову дистанцію Шлінген — Гальтінген між Фрайбургом і Базелем, включно з Каценберзьким тунелем завдовжки 9385 м, відкрито 9 грудня 2012 року, щоб уникнути вузької звивистої дистанції між Рейном і пагорбами Іштайнер-Клотц.

Решта дистанцій між Оффенбургом, Фрайбургом і Катценберзьким тунелем все ще планується.

## Операції

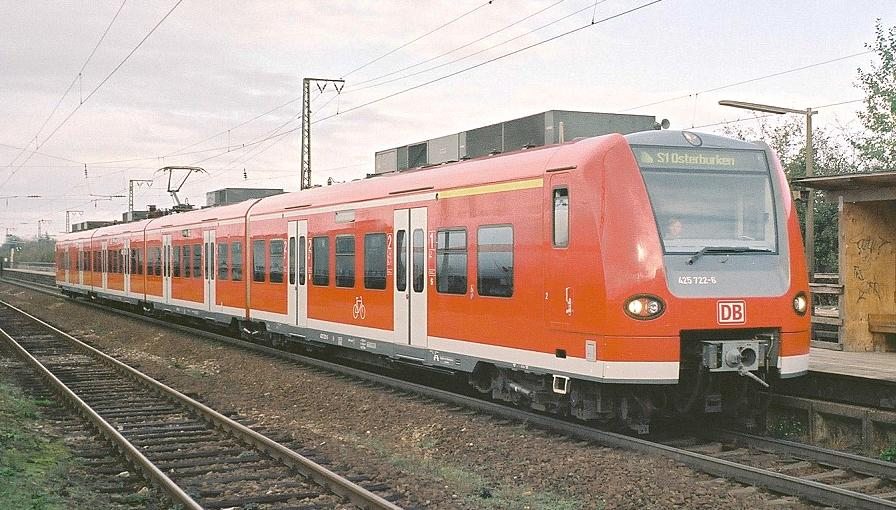
Потяг S-Bahn Rhine-Neckar між Мангаймом і Гайдельбергом

На середину 2020-х Райнтальбан є однією з найважливіших залізниць Німеччини як для пасажирських, так і для вантажних перевезень, включно з міжнародним сполученням зі Швейцарією та Францією.
Дослідження Hochschule Kehl (школа державного управління) оцінило трафік до 286 поїздів на день.
Залізниця перевантажена, і у 2011 році її заповнюваність становила 126 відсотків.
Потяги мають курсувати з особливо малими інтервалами.

Усі міжміські рейси зупиняються в Мангаймі, Гайдельберзі, Карлсруе, Фрайбурзі та Базель-Бадішер, деякі зупиняються у Віслох-Вальдорфі, Брухзалі, Карлсруе-Дурлах, Раштаті, Баден-Бадені та Оффенбурзі.
З грудня 2003 року лінія S3 Rhein-Neckar S-Bahn працює на дистанції Мангайм — Карлсруе, а S4 — на дистанції Шпаєр — Карлсруе.
Лінії S31, S32, S4 і S41 штадтбану Карлсруе працюють між Брухзалем і Ахерном.
Лінії S32 і S4 курсують Раштат — Ахерн.
Regional-Express (RE) Шварцвальдбану курсує щогодини між Карлсруе та Оффенбургом з грудня 2009 року; іноді інтервал становить кожні пів години; служби RE та Regionalbahn разом забезпечують півгодинне сполучення між Оффенбургом і Базелем.
На кожному кінці залізниці знаходяться дві найбільші сортувальні станції в Європі: Мангайм-Сортувальний і Базель-Муттенц-Сортувальний. Одна сортувальна станція цієї лінії — у Гайдельберзі — була закрита, а на її місці побудовано новий район Банштадт.
У Карлсруе, Оффенбурзі, Фрайбурзі та Базелі все ще є сортувальні станції DB.
Карлсруе-Сортувалбний оснащена електронним блокуванням і контролюється з диспетчерського центру в Карлсруе. Інші працюють локально, деякі використовують електромеханічне блокування.
Двоколійна високошвидкісна залізниця через Катценберзький тунель між Шлінгеном і Гальтінгеном працює з 9 грудня 2012 року.
У майбутньому дистанція буде доповнена розділенням швидкісних міжміських пасажирських і вантажних перевезень у районі Базеля.
Це стане можливим завдяки будівництву ще одного мосту через Рейн на Базельській сполучній залізниці між Базель-Бадішер (на північ від Рейну) і вузлом Геллерт (на південь від Рейну).
Дистанція Шлінген — Гальтінген через Бад-Беллінген повністю відремонтована, але влітку 2014 року її повністю закрито, здійснено оновлення колій, шпал та тунелю.

Проєктом розширення роботи S-Bahn Rhine-Neckar заплановано будівництво триколійної дистанції між Мангайм-Головний і Мангайм-Фридрихсфельд-Зюд.
Будівництво четвертої колії в напрямку Гайдельберга знаходиться на стадії проєктування (станом на 2012 рік).

У березні 2014 року ЄС надав гранти в розмірі від 30 до 40 % вартості.

Операції між Раштатом і Баден-Баденом заблоковано 12 серпня 2017 року в результаті просідання, спричиненого проходкою Раштатського тунелю під залізницею.

## Рухомий склад
Міжміські послуги в напрямку Гамбурга та Берліна здійснюються поїздами ICE 1 та ICE 4, а в напрямку Дортмунда — поїздами ICE 3.
Перевезення EuroCity та Intercity здебільшого здійснюються локомотивами DB Class 101, а регіональні послуги — локомотивами DBAG Class 145, 146 та DB Class 111, які перевозять двоповерхові вагони або n-Wagen.
З 14 червня 2020 року використовуються Siemens Desiro HC на маршруті RE7 і Siemens Mireo на маршрутах RB26 і RB27 між Карлсруе та Базелем, обидва в новій лівреї bwegt.

До 2017 року локомотиви DB Class 111 з вагонами типу n-Wagen все ще використовувалися регулярно, на маршруті Оффенбург — Базель.
У центральному Бадені Albtal-Verkehrs-Gesellschaft (AVG) керує послугами штадтбану Карлсруе.
Використовуються два типи системних легкорейкових транспортних засобів класів GT8-100C/2S і GT8-100D/2S-M; в деяких є туалети та панорамні вікна.
Після зміни розкладу на 2020/2021 рр. Siemens Mireo почали курсувати на лінії S9 на Верхньому Рейні
,
замінивши DBAG Class 425 після багатьох років використання.
SWEG Südwestdeutsche Landesverkehrs (SWEG) використовує CAF Talent 3 (на лініях S2, S3 і S5 Брайсгау S-Bahn) і Stadler Regio-Shuttle RS1. Останні використовуються в мережі Ortenau-S-Bahn, а в мережі S-Bahn Брайсгау — до 1 серпня 2021 року.

Швейцарські федеральні залізниці експлуатують електропоїзди Stadler FLIRT між Базель SBB та Базель-Бадішер.
На дистанціях Брухзаль — Аппенваєр та Фрайбург — Аппенваєр TGV курсують у версії SNCF inOui, зупиняючись у Карлсруе, частково в Баден-Бадені, Оффенбурзі, Ларі та Еммендінгені
.
З грудня 2017 року пара поїздів серії Alstom ETR 610 знову курсує з Франкфурта через Базель до Мілана як новий тип поїзда EuroCity-Express.

## Пасажирські послуги

### Міжміські послуги
Райнтальбан використовує кілька служб Intercity-Express та Intercity.
| Лінія     | Маршрут |
| --------- | --- |
| ICE 12    | Берлін — Брауншвайг — Кассель-Вільгельмсгое — Франкфурт-на-Майні — Карлсруе — Базель (– Берн — Інтерлакен-Східний)                                                                           |
| ICE 20    | (Кіль –) Гамбург — Кассель-Вільгельмсгое — Франкфурт (Головна) — Карлсруе — Базель (– Берн — Інтерлакен-Східний)                                                                             |
| IC 35     | Нордайх-Моле — Гамбург — Франкфурт — Карлсруе — Оффенбург — Тріберг — Зінген — Констанц |
| ICE 43    | (Амстердам — Дуйсбург або Дортмунд –) Кельн — Франкфуртський аеропорт — Карлсруе — Базель |
| ICE 60    | Базель-Бадішер — Баден-Баден — Брухзаль — Штутгарт — Мюнхен |
| ICE 83    | Париж — Карлсруе — Штутгарт (– Мюнхен) |
| ICE 84    | Франкфурт — Мангайм — Карлсруе — Баден-Баден — Страсбург — Мюлуз-Вілль — Бельфор-Монбельяр — Безансон — Шалон-сюр-Сон — Ліон-Пар-Дьє — Авіньйон TGV — Екс-ан-Прованс TGV — Марсель-Сен-Шарль |
| ICE 85    | Франкфурт — Мангайм — Карлсруе — Рінгсгайм — Фрайбург — Базель — Мілан |
| TGV       | Фрайбург — Еммендінген — Лар — Оффенбург — Страсбург — Париж-Східний |
| NJ        | Гамбург — Ганновер — Франкфурт — Мангайм — Карлсруе — Фрайбург — Базель — Цюрих |
| NJ        | Берлін — Магдебург — Франкфурт — Мангайм — Карлсруе — Фрайбург — Базель — Цюрих |
| NJ        | Амстердам — Кельн — Майнц — Франкфурт — Мангайм — Карлсруе — Фрайбург — Базель — Цюрих |
| FlixNight | Гамбург — Ганновер — Карлсруе — Фрайбург — Леррах |

### Регіональний трафік
Райнтальбан використовується двома службами Interregio-Express і різними службами Regional-Express, Regionalbahn, S-Bahn і Stadtbahn.
| Лінія                                       | Маршрут |
| DB Regio                                    | DB Regio |
| ------------------------------------------- | --- |
| RE2                                         | Карлсруе — Баден-Баден — Оффенбург — Гаузах — Філлінген-Шварцвальд — Констанц                                                                             |
| RE40                                        | Карлсруе — Раштат — Гаггенау — Гернсбах — Форбах — Байерсбронн — Фройденштадт                                                                             |
| RE7                                         | (Карлсруе — Раштатт — Баден-Баден –) Оффенбург — Лар — Еммендінген — Фрайбург — Бад-Кротцинген — Мюльгайм — Вайль-ам-Рейн — Базель-Бадішер (– Базель SBB) |
| RE73                                        | Карлсруе — Брухзаль — Віслох-Вальдорф — Гайдельберг (– Мангайм)                                                                                           |
| RB68                                        | Франкфурт-на-Майні — Дармштадт — Бенсгайм — Вайнгайм — Ной-Едінген/Фридрихсфельд — Гайдельберг — Віслох-Вальдорф                                          |
| RB26                                        | Оффенбург — Лар — Рігель-Мальтердінген — Еммендінген — Денцлінген — Фрайбург                                                                              |
| RB27                                        | Фрайбург — Бад-Кроцинген — Мюльгайм — Вайль-ам-Рейн — Базель-Бадішер                                                                                      |
| RB27                                        | (Фрайбург — Бад-Кроцинген –) Мюльгайм — Ноєнбург |
| RB41                                        | Карлсруе — Раштат — Гаггенау — Гернсбах — Форбах (– Байерсбронн — Фройденштадт — Ойтінген-Гау — Герренберг)                                               |
| RB44                                        | Карлсруе — Раштат — Баден-Баден — Бюль — Ахерн |
| Südwestdeutsche Verkehrs-Aktiengesellschaft | |
| RE10a                                       | Мангайм — Гайдельберг — Ебербах — Мосбах-Неккарельц — Бад-Фридрихсгаль — Гайльбронн                                                                       |
| RE10b                                       | Мангайм — Гайдельберг– Мекесгайм — Зінсгайм — Бад-Фридрихсгалль — Гайльбронн                                                                              |
| S2                                          | (Ельцах –) Блайбах — Вальдкірх — Денцлінген — Фрайбург |
| S3                                          | (Фрайбург –) Бад-Кроцинген — Штауфен — Штауфен-Зюд (– Мюнстерталь)                                                                                        |
| RB20                                        | Бад-Грісбах — Оппенау — Оберкірх — Аппенваєр — Оффенбург — Гаузах (– Горнберг/Фройденштадт)                                                               |
| RB24                                        | (Оффенбург — Аппенваєр –) Ахерн — Каппельродек — Оттенгофен                                                                                               |
| RB25                                        | Оффенбург — Аппенваєр — Кель — Страсбург |
| Rhine-Neckar S-Bahn:                        | |
| S1                                          | Гомбург — Кайзерслаутерн — Мангайм — Гайдельберг — Мосбах — Остербуркен                                                                                   |
| S2                                          | Кайзерслаутерн — Мангайм — Гайдельберг — Мосбах |
| S3                                          | Гермерсгайм — Мангайм — Гайдельберг — Брухзаль — Карлсруе                                                                                                 |
| S4                                          | Гермерсгайм — Мангайм — Гайдельберг — Брухзаль |
| S9                                          | Грос-Роргайм — Мангайм — Швецинген — Грабен-Нойдорф — Карлсруе                                                                                            |
| Штадтбан Карлсруе:                          | |
| S31                                         | Оденгайм — Брухзаль — Карлсруе — Еттлінген-Вест — Раштат — Фройденштадт                                                                                   |
| S32                                         | Менцінген — Брухзаль — Карлсруе — Еттлінген-Вест — Раштат — Баден-Баден — Ахерн                                                                           |
| S7                                          | Карлсруе-Туллаштрасе/Феркерсбетрибе — Карлсруе-Марктплац — Раштат — Баден-Баден — Ахерн                                                                   |
| S71                                         | Карлсруе — Еттлінген-Вест — Раштат — Баден-Баден — Ахерн                                                                                                  |
| S8                                          | Карлсруе-Туллаштрассе/Феркерсбетрибе — Карлсруе-Марктплац — Дурмерсгайм — Раштат — Фройденштадт — Ойтінген-ім-Гой                                         |
| S81                                         | Карлсруе — Еттлінген-Вест — Раштат — Фройденштадт |
| Basel Regional S-Bahn:                      | |
| S5                                          | (Шопфгайм –) Штайнен — Леррах — Вайль-ам-Райн |
| S6                                          | Целль-ім-Візенталь — Базель-Бадішен — Базель SBB |